# レアンドロ・ギルヘイロ
レアンドロ・ギルヘイロ（ポルトガル語: Leandro Marques Guilheiro、1983年8月7日 - ）は、ブラジル・サンパウロ州スザノ出身の柔道家。階級は81kg級。身長179cm。

## 概要
柔道は5歳の時に始めた。2004年アテネオリンピックでは73kg級で銅メダルを獲得した。世界選手権では5位に終わった。2007年5月のブラジル杯では金メダルを獲得したものの、リオデジャネイロで開催された世界選手権では2回戦で敗れた。2008年の北京オリンピックでは前回に続いて銅メダルを獲得した。
その後、81kg級に階級を変更するとグランドスラム・東京2009では銅メダルを獲得した。翌年のグランドスラム・パリ2010では同階級で早くも金メダルを獲得した。2010年の世界選手権では2位となった。2011年の世界選手権では3位だった。しかし、2012年のロンドンオリンピックでは7位に終わった。

## 主な戦績
73kg級での戦績
- 2002年 - 世界ジュニア 優勝
- 2004年 - アテネオリンピック 3位
- 2005年 - 世界選手権 7位
- 2007年 - ポーランド国際 2位
- 2007年 -パンアメリカン競技大会 2位
- 2008年 -ドイツ国際 3位
- 2008年 - ロシア国際 3位
- 2008年 - 北京オリンピック 3位
- 2009年 - パンナム選手権 優勝
- 2009年 - グランドスラム・モスクワ 5位
- 2009年 - グランドスラム・リオデジャネイロ 2位

81kg級での戦績
- 2009年 - グランドスラム・東京 3位
- 2010年 - グランドスラム・パリ 優勝
- 2010年 - グランプリ・チュニス 2位
- 2010年 - グランドスラム・リオデジャネイロ 3位
- 2010年 - ワールドカップ・サンパウロ 優勝
- 2010年 - ワールドカップ・サルヴァドール 3位
- 2010年 - 世界選手権 2位
- 2010年 - グランドスラム・東京 3位
- 2011年 - ワールドマスターズ 2位
- 2011年 - パンナム選手権 優勝
- 2011年 - グランプリ・バクー 3位
- 2011年 - ミリタリーワールドゲームズ 優勝
- 2011年 - 世界選手権 3位
- 2011年 - パンアメリカン競技大会 優勝
- 2011年 - グランドスラム・東京 2位
- 2012年 - パンナム選手権 優勝
- 2012年 - ロンドンオリンピック 7位

（出典、JudoInside.com）